# 英皇官方壽辰

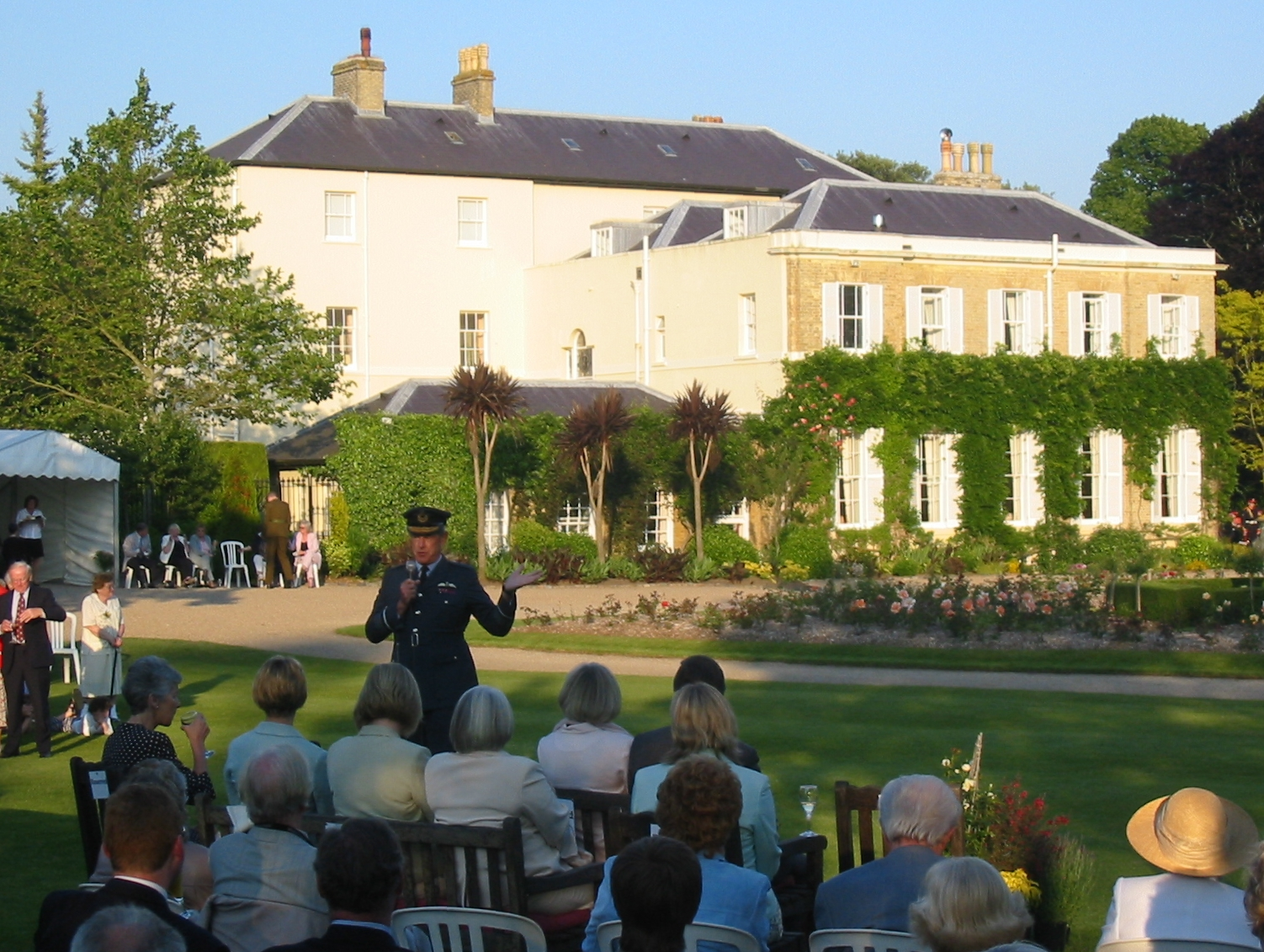
澤西島的副總督在英王壽辰當日開放總督府招待公眾，並會在當天宣讀壽辰榮譽人士的姓名

英王官方壽辰（英語：King's Official Birthday），又稱英王壽辰（King's Birthday），當君主為女性時稱英女王官方壽辰（英語：Queen's Official Birthday），又稱英女王壽辰（Queen's Birthday），是不少英聯邦國家的公眾假期，但以英聯邦王國為主。需要注意的是，官方壽辰在不同國家定在不同日子，但一般而言，所定的日子都不是國王的真正生日。當今在位君主是查尔斯三世，他的真正生日是11月14日。另外，在官方壽辰當天，各王国政府會公佈授勳名單。

## 英國
在英國，當今的國王壽辰一般定於6月的第一、第二或第三個星期六（以2021年為例，則定於6月12日），而在壽辰當天，倫敦市的騎兵衛隊閱兵場會舉行旌旗操演（又名國王壽辰閱兵）。把壽辰定在6月是愛德華七世（1841年11月9日出生，1901年—1910年在位）的主意，這是因為那時候英國的天氣較好。
在英國本土的國王壽辰當日，政府會公佈壽辰授勳名單（Birthday Honours List），宣告新獲勳人士的姓名及所得勳銜。在英國的駐外外交機構，官方壽辰當日會被視作英國的國慶日。由於英國王壽辰定於星期六，並非工作日，因此不屬於公眾假期；出於這個原故，公務員在每年5月最後一個星期一可獲得一日「優待假期」作補償（這一日通常也是每年的春天銀行假期），讓他們可享受一連三天的周末假期。

## 澳洲和紐西蘭
澳洲的官方壽辰定在每年6月的第二個星期一，是一個法定公眾假期，但是西澳大利亚州和昆士兰州卻是例外，西澳大利亚州當地在國王官方壽辰的前一個星期另立了建基日，卻又同時把壽辰定在珀斯王家展覽會的開幕日（一般在9月最後一個星期一或者是10月的第一個星期一），並且是屬於學校假期；以2016年为例，昆士兰州将10月的第一个星期一定为國王壽辰。
在澳洲官方壽辰當日，會公佈「國王壽辰授勳名單」，以公佈新一批澳洲勳章的獲勳人士。此外，當天接續下去的一個星期也同時定作澳洲雪季的開始，但是事實上，通常要待國王壽辰以後的一段日子，才會真正有足夠的雪讓遊人滑雪。
一直以來，在澳洲國王（或女王）官方壽辰，澳洲各處都有公開的煙花表演，但其盛大程度在近年已漸漸被規模更大的跨年夜煙花表演比下去。另外，澳洲首都特區當局只會在緊接著國王官方壽辰之前的那個周末，准許民眾販賣煙花。
紐西蘭方面，國王的官方壽辰則定在每年6月的第一個星期一，由於氣候比澳洲寒冷的緣故，所以當天接續下去的一個星期也同樣定作紐西蘭雪季的開始。
以紐澳兩地的國王官方壽辰，不能得知國王真正的生日。相反，定在4月25日的和復活節卻更接近以往女王伊利沙伯二世的真正生日。

## 加拿大
加拿大以維多利亞日來慶祝國王壽辰，並定在每年5月24日之前最近的星期一，但若果5月24日本身是星期一的話，則當天會定為國王壽辰。不過，民眾普遍不知維多利亞日是慶祝國王壽辰，更鮮有人知道，維多利亞日最初是慶祝維多利亞女王在1819年5月24日的生日。對加拿大人來說，維多利亞日標誌著夏季的開始，因為自當日起，大型遊樂場和戶外泳池都會陸續開放，夏天活動也會相繼展開。

## 其他國家和地區
在直布羅陀和絕大部份英國海外領地都以英王壽辰為公眾假期。而當中福克蘭群島更特別地以女皇伊利沙伯二世事實上的生日——4月21日，作為其在位時的英女王壽辰，這是因為福克蘭群島在6月正值寒冷的冬季。香港政府在1997年設立佛誕及特區成立紀念日以取代英王壽辰，令英王壽辰不再成為公眾假期。百慕大政府亦於2009年，設立國家英雄日以取代之，有關決定在兩地當時引起不少反對聲音。
作為共和國的斐濟在2013年及以前，仍然有慶祝之前的英王壽辰。

## 外部連結
- BBC在2001年有關英國本土的英女王壽辰報導 （页面存档备份，存于）
- 一個女王，兩個生日 （页面存档备份，存于），英國王室官方網站